# 漸動人生
是一部2014年的美國劇情電影，喬治·C·沃爾佛執導，莎娜·法斯特和喬登·羅伯斯編劇，改編自米歇爾·沃德根（Michelle Wildgen）撰寫的同名小說《漸動人生》。該片由希拉里·斯旺克、艾美·羅森和喬許·杜默演出。
2015年10月23日，本片為第28屆東京國際電影節特別招待片。

## 簡介
古典音樂鋼琴家凱特（希拉里·斯旺克 飾）罹患漸凍人症，她的丈夫伊恩（喬許·杜默 飾）為長期陪著他的妻子，而碧克（艾美·羅森 飾）是缺乏看護病人經驗的邊緣女大學生，生活和自己一塌糊塗，也就是如何逆境自強、對抗病魔、面對死亡，互相扶持的等主要過程故事。

## 演員
| 角色             | 演員            |
| 凱特             | 希拉里·斯旺克   |
| 碧克             | 艾美·羅森       |
| 伊恩（凱特丈夫） | 喬許·杜默       |
| 珍爾             | 史蒂芬妮·碧翠絲 |
| 烕爾             | 積遜·烈特爾     |
| 利安             | 祖利安·麥馬漢   |
| 瑪麗蓮           | 洛妮塔·特妮納   |
| 約翰             | 厄尼·哈德森     |
| 騏利             | 艾丽·拉特       |
| 阿莉莎           | 安德莉·薩瓦格   |
| 伊莉莎白         | 瑪卡·琪·哈登    |
| 格雲（凱特母親） | 法蘭西絲·費雪   |
| （凱特父親）     | 杰里夫·貝爾遜   |
| 湯姆             | 邁克·道樂       |

## 製作
該片在2012年12月，在美國洛杉磯進行拍攝。

## 評價
爛蕃茄新鲜度40%。

## 外部連結
- 互联网电影数据库（IMDb）上《YOU'RE NOT YOU》的资料（英文）
- Box Office Mojo上《YOU'RE NOT YOU》的資料（英文）
- 爛番茄上《YOU'RE NOT YOU》的資料（英文）
- Metacritic上《YOU'RE NOT YOU》的資料（英文）